# Кёнен, Людвиг
Людвиг Кёнен (нем. Ludwig Koenen; 5 апреля 1931, Кёльн, Рейнская провинция — 9 мая 2023) — американский филолог-классик, антиковед, видный папиролог, специалист по религиозной истории Римской империи, в особенности периода, когда христианство стало государственной религией.
Доктор философии (1957), с 1975 года преподавал в Мичиганском университете, ныне заслуженный профессор-эмерит, член Американского философского общества (1991). Член Американской академии искусств и наук (1993), членкор Германского археологического института (1975) и Британской академии (1998).

## Биография
Степень доктора философии получил в Кёльнском университете, затем преподавал там же. После чего с 1975 года — где стал преемником Herbert Youtie — преподавал в Мичиганском университете, являлся эмеритом — заслуженным именным Университетским профессором (Herbert C. Youtie Distinguished University Professor) папирологии. Заведовал кафедрой антиковедения. Являлся президентом Американской филологической ассоциации.
Скончался 9 мая 2023 года.